# مارگیت ماکای
مارگیت ماکای (مجاری: Margit Makay؛ ‏ ۴ اوت ۱۸۹۱ – ۶ نوامبر ۱۹۸۹) بازیگر اهل مجارستان بود.
از فیلم‌ها یا مجموعه‌های تلویزیونی که وی در آن‌ها نقش داشته است، می‌توان به دو اعتراف اشاره نمود.